# لوئیس ویلیامز داگلاس

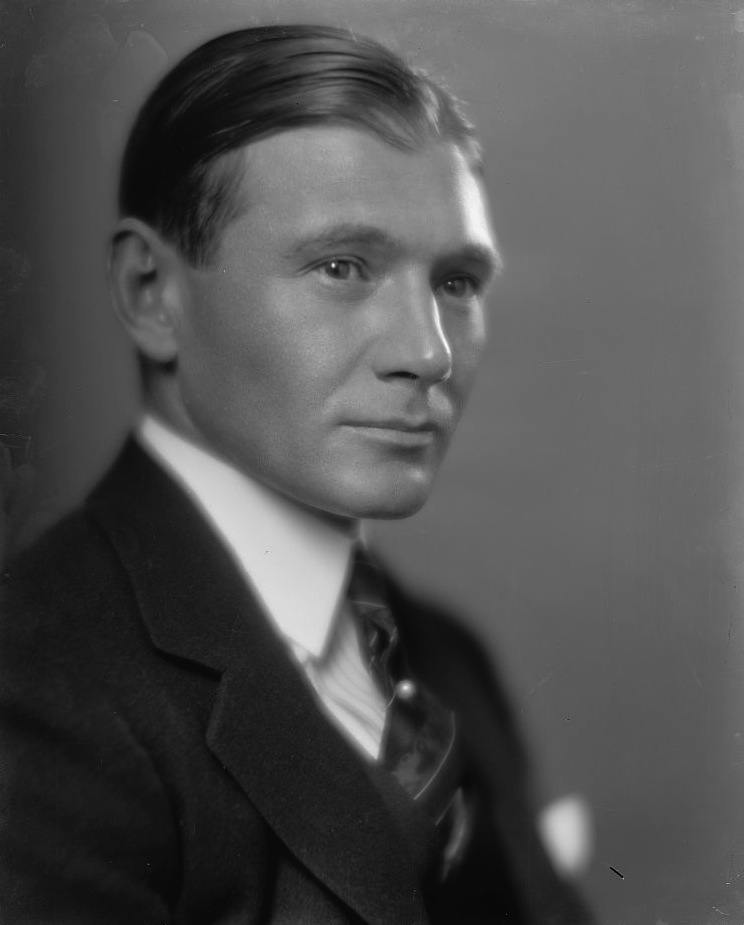
لوئیس ویلیامز داگلاس

لوئیس ویلیامز داگلاس (۲ ژوئیه ۱۸۹۴ - ۷ مارس ۱۹۷۴) یک سیاستمدار، دیپلمات، تاجر و دانشگاهی برجسته آمریکایی بود. او در بیسبی، آریزونا، به دنیا آمد و در کالج آمهرست تحصیل کرد و با مدرک اقتصاد با درجه کوم لود از دانشگاه فارغ‌التحصیل شد. در جنگ جهانی اول، داگلاس در ارتش ایالات متحده خدمت کرد و به خاطر شجاعتش مدال کروا دو گر از بلژیک دریافت کرد. پس از جنگ، او وارد عرصه سیاست شد و در مجلس نمایندگان ایالت آریزونا و بعداً به عنوان نماینده کنگره ایالات متحده از سال ۱۹۲۷ تا ۱۹۳۳ فعالیت کرد. به عنوان یک دموکرات محافظه‌کار، او به خاطر مسئولیت‌پذیری مالی و موضع اصولی خود شناخته شده بود و اغلب در مسائل اقتصادی با جمهوری‌خواهان همراه بود.
نقش ملی داگلاس در دوران ریاست جمهوری فرانکلین دی. روزولت افزایش یافت؛ زمانی که به عنوان مدیر اداره بودجه منصوب شد. با این حال، دوره فعالیت او به دلیل اختلاف نظر در مورد سیاست‌های نیو دیل و هزینه‌های کسری بودجه کوتاه بود و منجر به استعفای او در سال ۱۹۳۴ شد. سپس او به بخش خصوصی روی آورد و به عنوان معاون شرکت آمریکن سیانامید فعالیت کرد. در سال ۱۹۳۷، داگلاس تغییر مسیر قابل توجهی در حرفه خود ایجاد کرد و به عنوان رئیس دانشگاه مک‌گیل در مونترال منصوب شد.